# 목욕하는 여인들

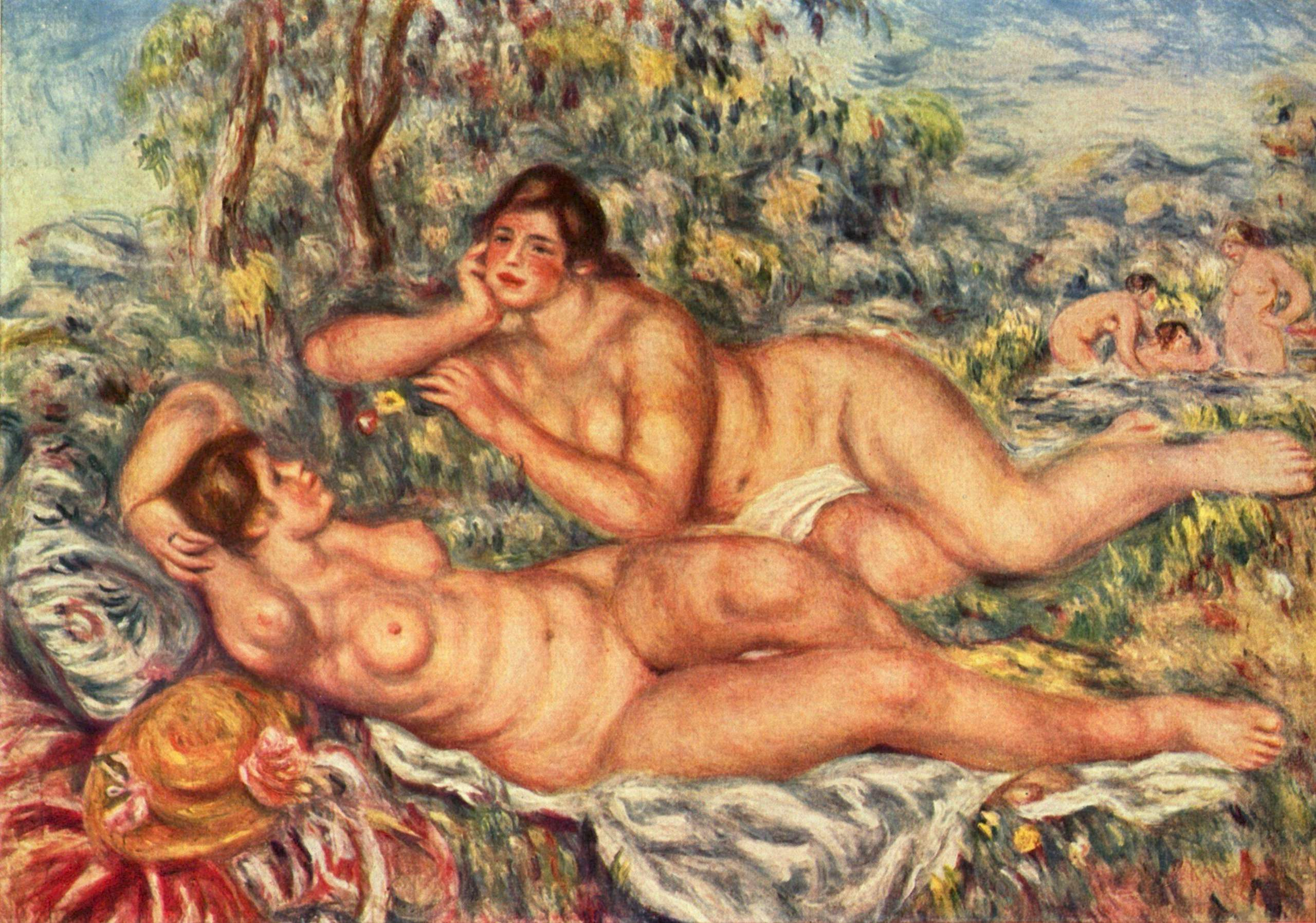

목욕하는 여인들(프랑스어: Les Baigneuses)은 1918년에서 1919년 사이 만들어진 오귀스트 르누아르의 유화 작품으로, 오르세 미술관에서 소장하고 있다. 근대 회화에서 명작으로 꼽힌다.
르누아르에게 나부는 미의 상징이었다. 르누아르는 그 아름다움을 추구하여 이전에 볼 수 없는 풍만하고 화려한 경지를 펼치고 있다. 이 작품은 최후의 대작이 된 것인데, 차차 부자유하게 되는 손을 가지고 절묘(絶妙)한 아름다움을 낳고 있다. 화면에서는 두 사람의 나부가 들가에 누워 있고, 저쪽에는 두 여인이 샘물에서 즐기고 있다. 그것은 현대의 님프(물의 요정)일는지도 모른다. 우거진 나무들이나 풀은 빛에 용해되었고, 그 빛에 육체는 한층 더 용해되고 있다. 빛은 육체를 애무(愛撫)하여 육체의 붉은 색조는 한없이 억양(抑揚)을 낳고, 그것은 관능을 감추어 온도를 느끼게 할 정도로까지 풍요한 순화(醇化)를 이루고 있다.
르누아르는 만년에 작품마다 한층 더 매력을 찾아 나부를 계속 그렸는데, 아주 만년에 이것을 다듬어내 완성을 보여주고 있다. 프랑스의 회화는 18세기에 와트를 낳아서 가장 프랑스적인 화려미(華麗美)를 나타내는데, 그 와트에서 부시에까지 이어지는 섬세함과 세련미는, 재차 르누아르를 통하여 근대에서보다 아름다운 매력을 꽃피우고 있다.